# Seven Reizh
Seven Reizh est un groupe de rock progressif français, originaire de Bretagne. 
Il est formé par Gérard le Dortz et Claude Mignon en 2001. Influencé par les groupes de rock progressif tels que les Pink Floyd, Genesis et autre Camel, il mêle musique et lecture dans un livre CD dont le format rappelle les vinyles. L'œuvre est écrite en français, breton et parfois kabyle.

## Biographie

### Origines
Claude Mignon et Gérard Le Dortz, deux amis d'enfance passionnés de musique, avec un goût prononcé pour les années 1970 et le rock progressif, initient leur projet, un livre CD. Gérard Le Dortz écrit les textes, Claude Mignon, guitariste et pianiste, compose la musique. Les textes sont traduits en breton par Gwendal Mével, professeur de langues originaire de Vannes.
Seven Reizh est un projet né en 1999 avec l'envie de mélanger les genres (crossover) : la musique progressive, mais aussi folk, celtique, World...
Au fil des rencontres, le projet se précise et l’équipe musicale se constitue avec des artistes de la scène actuelle : Olivier Carole (Taÿfa, Ben l'oncle Soul), Gurvan Mével (Kad, Quest), ses frères Gwenhaël (Taliesin) et Konan Mevel (sonneur de Tri Yann, Alan Stivell), ainsi que le bagad Penhars, pour une ode à la Bretagne. Pour les parties vocales, Farid Aït Siameur, chanteur-fondateur de Taÿfa, prête son accent kabyle à la langue bretonne et Bleunwenn Mevel, la voix féminine de Tri Yann, interprète ici Enora.

### Débuts (2001 - 2009) - ”Strinkadenn'Ys” et ”Samsara”
Premier tome d'une trilogie, Strinkadenn' Ys, paru en février 2001 chez Musea, conte, dans un livret de 54 pages, l'histoire d'Ys, ville des paradoxes, dans laquelle Enora, l'héroïne suit un parcours initiatique à la recherche d'elle-même. Strinkadenn veut dire en breton « éclaboussures, jaillissement ». Strinkadenn' Ys est ce qui reste à Enora après ses rêves, des éclaboussures, des bribes de ce qu'elle voudrait que sa vie soit. L'album est au format 25 x 26 cm, et le livret est illustré en français comme en breton. Ce premier opus touche un public international, « alerté par les revues spécialisées de rock progressif, internet et le bouche à oreilles ». Onze musiciens du projet jouent l'album au festival Éclipse à Orthez en 2002, avant le groupe Ange.
En octobre 2006, le groupe publie un deuxième album, Samsāra. Il s'agit d'un autre album-concept dans lequel se retrouve l'héroïne devenue adulte avec son compagnon Maël. Le thème tourne toujours autour de la recherche du bonheur et de la quête personnelle. Le thème de Samsâra est très différent : les héros quittent l'influence mythologique celtique pour entrer dans un monde futuriste, plus proche des mondes imaginés par George Orwell.
Le groupe se produit lors d'un concert en plein air à Quimper, dans le Finistère, en septembre 2007 lors d'un concert gratuit, après une tentative ratée pour cause de mauvais temps en juin. Parallèlement à Samsâra, le groupe sort en 2008 un double DVD avec un concert d'1h30, un making of de l'album, ainsi que trois clips vidéo,.

### Reprise de l'aventure (2011 - 2021) - ”La Barque ailée” et ”L'Albatros”
En 2010, dans l'ouvrage Anthologie du rock progressif, publiée aux Éditions du Camion Blanc, le groupe est consacré « meilleur représentant français du rock progressif ». Pour réaliser la suite de la saga, un fan allemand finance le nouveau projet d'album à partir de 2012.
Le roman ”La barque ailée et l’albatros”, écrit par Gérard Le Dortz et relatant la vie de Jean-Marie Le Bris, premier aviateur breton, servira de support thématique aux albums musicaux ”La barque ailée” (tome 1) et ”L’albatros” (tome 2).
Après un mixage raté aux studios Real World près de Bath en Juillet/Août 2014, l'album ”La barque ailée”  finalement réalisé et mixé au studio du Faune à Montauban de Bretagne sortira en juin 2015. Le second tome : ”L’albatros”  sera publié trois ans plus tard, en juin 2018 mixé également au studio du Faune.
Les albums dont les parties ”roman et livret” (≠250 pages) sont publiés en trois langues (Français, anglais et allemand) dans le même format (25x26 cm) que les précédents opus (Strinkadenn'Ys et Samsara) ne rencontrent pas le succès commercial escompté.
Le groupe se dissout et la SAS ”Seven Reizh éditions” qui produisait, éditait et commercialisait les albums de Seven Reizh est liquidé le 30 juillet 2021. Dès lors, le nom Seven Reizh, qui n'a jamais été un nom déposé, est réutilisé contre l'avis de Gérard Le Dortz par son ancien associé Claude Mignon.

### 2023 Nouvel album  ...Quand s'envolent les mots...
Depuis 2020
Claude Mignon poursuit seul le destin du groupe et réarrange une grande majorité des titres des deux derniers albums et fait appel à une douzaine de musiciens supplémentaires. L’idée est de proposer une nouvelle version de ces différents morceaux en «éclatant» par ailleurs certaines structures initiales et en enregistrant des musiciens très divers comme un guitariste flamenca, une chanteuse turque ainsi qu’une chanteuse vietnamienne et des instruments jusqu’alors jamais utilisés par Seven Reizh comme le ney (une flute Turque), un guzheng (instrument à cordes chinois), un dan thran (instrument à cordes vietnamien), une flûte bambou chinoise, une nickelharpa (instrument norvégien), entre autres.
L’album est sorti en Mai 2023.
Depuis leur début ce n’est pas moins de 70 musiciens qui participent à leurs albums, plus de 80 instruments utilisés, 70 Choristes et 2 bagadoù.

## Membres pourLa barque ailée et l'albatros
- Gérard le Dortz - conception graphique, histoire, paroles, narration et samples
- Claude Mignon - compositions et arrangements, guitares électriques et acoustiques, claviers, programmations, mandole, lapsteel, narration et samples
- Doro.T - chant en anglais
- Astrid Aubron - chant en anglais
- Bleunwenn Mével - chant en breton
- Farid Aït Siameur - chant en kabyle
- Laurène Bourvon - chant en anglais et français
- Louis Mével - chant en anglais et français
- Stéfanie Théobald - chant en français et allemand
- Gurvan Mével - batterie et percussions
- Ronan Hilaireau - piano
- Olivier Carole - basse, basse fretless et contrebasse
- Gwenhaël Mével - bombarde, tin whistle, low whistle
- Olivier Salmon - guitare acoustique et électrique
- Mihai Trestian - cymbalum
- Marcel Aubé - erhu
- Loic Bléjean - uilleann pipes
- Sébastien Charlier - harmonica
- Mathilde Chevrel - violoncelle
- Jonathan Dour - violon
- Shane Lestideau - violon
- Philippe Durand - cor
- Régis Huiban - accordéon
- Bernard le Dréau - saxophone ténor, clarinette
- Michel Hoffmann - hautbois
- Thierry Runarvot - contrebasse
- Annie Gaudois et Lucile Louis - violoncelle
- Monique le Prev - violon alto
- Jean-Pierre Derouard - trompette
- François Pernel - harpe celtique
- Patrick Raffault - accordéon
- José Larraceleta - guitares classique et électrique
- Sonia Fernandez Velasco - clarinette
- Philippe Savre - bodhran, kora, udu et zarb
- Cyrille Bonneau - duduk
- Gwendal Mével - flûte traversière-traduction breton
- Thierry Chassang, David Rouillard, Marius le Pourhiet - bidons
- Géraldine Chauvet - flûte traversière
- Thierry Soursas - tambour napoléonien
- Lionel Lefournis - caisse claire, grosse caisse, timbales d'orchestre
- Gilles le Guillou, Yolande Bodiou, Cyrille Berthou : bombardes, lombarde
- Meven le Donge, Ronan Griffon, Adrien Toupin - cornemuse écossaise
- Erwan le Gallic - chant, cornemuse écossaise
- Chœurs à voix égales Stimmung et Solfanelli du Conservatoire de Brest, dirigés par Cécile Le Métayer
- Marianne le Dortz - chant
- Participation du Bagad Penhars (Strinkadenn’Ys), et du Bagad Pays des Abers de Plabennec (La Barque ailée)

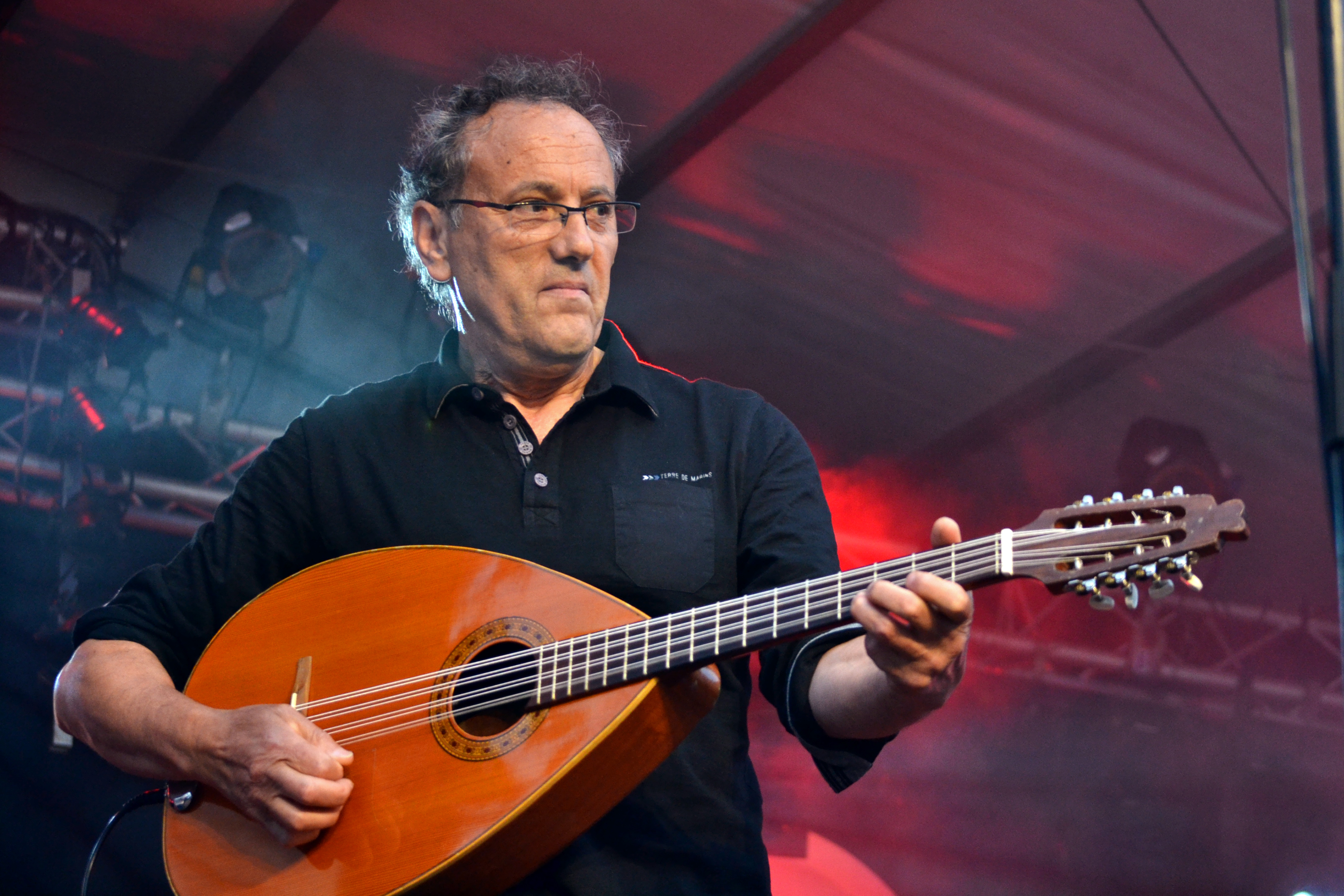
Farid Aït Siameur
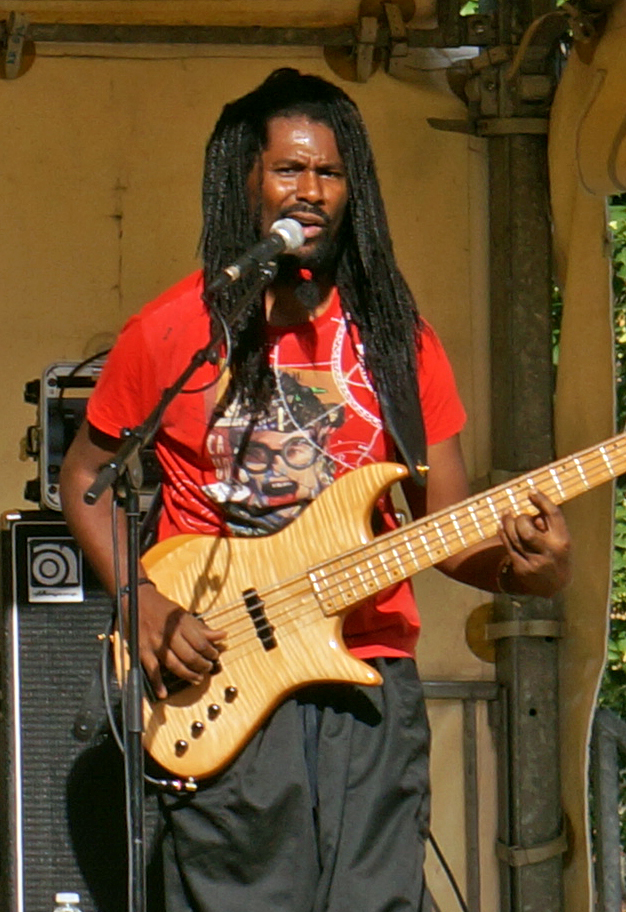
Olivier Carole
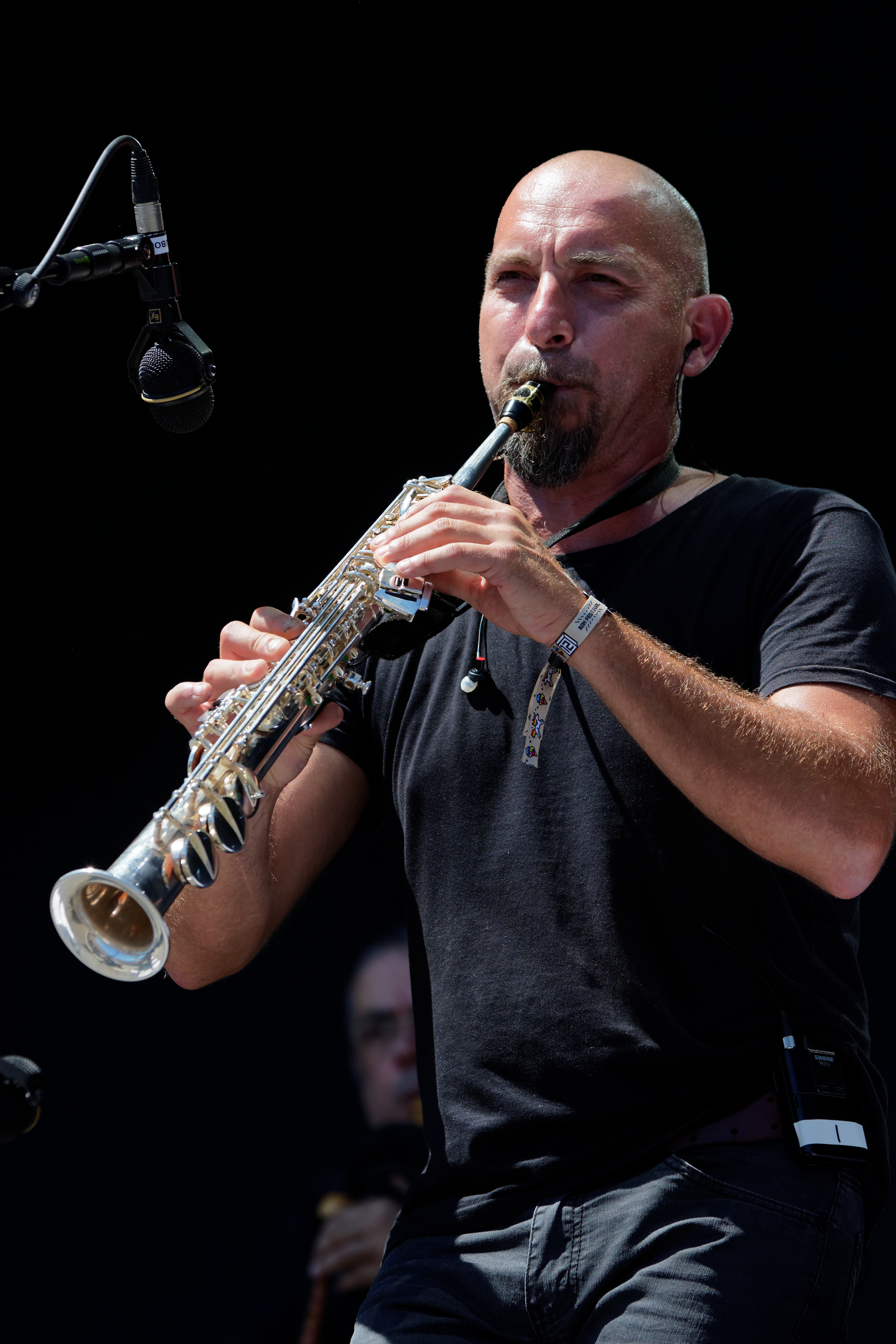
Cyrille Bonneau
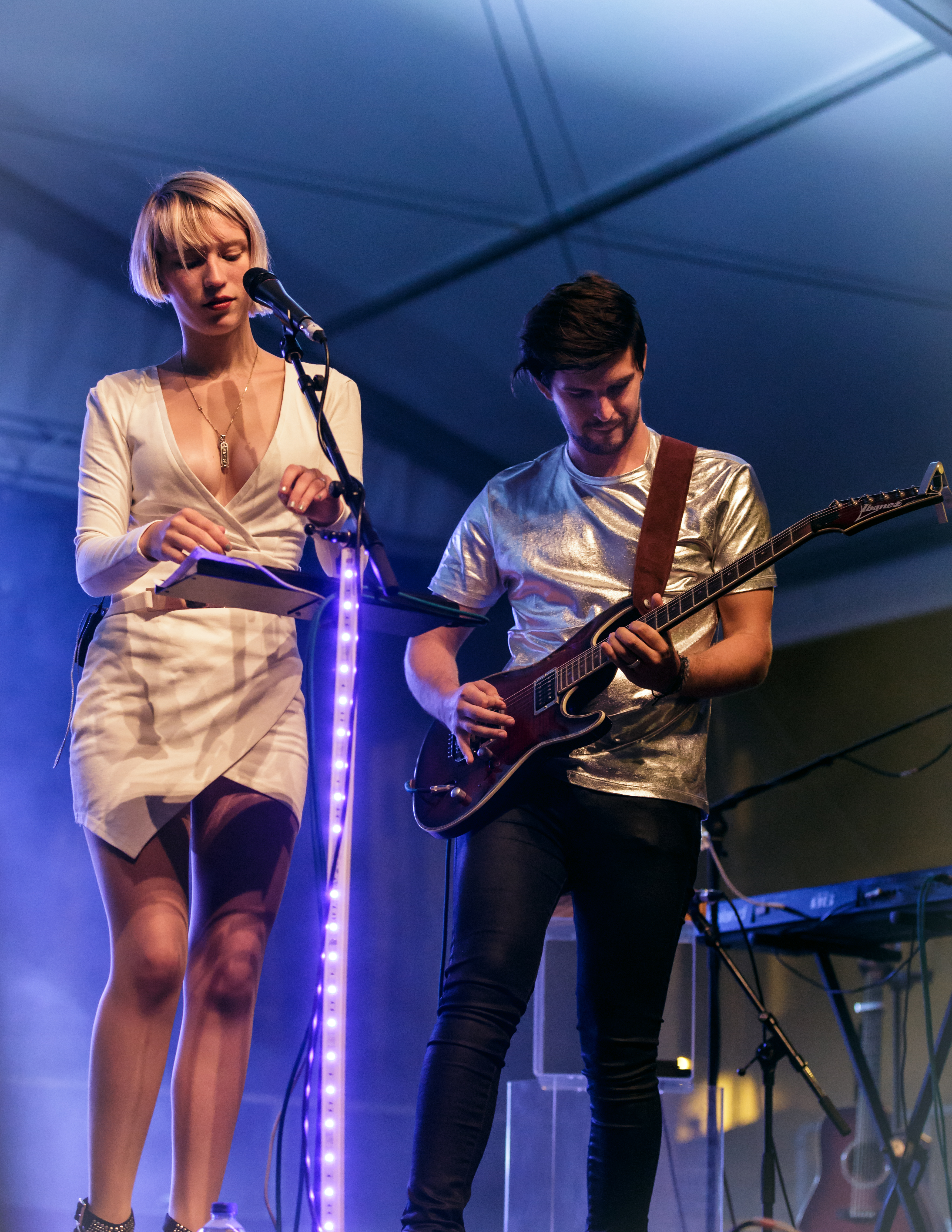
Laurène et Louis
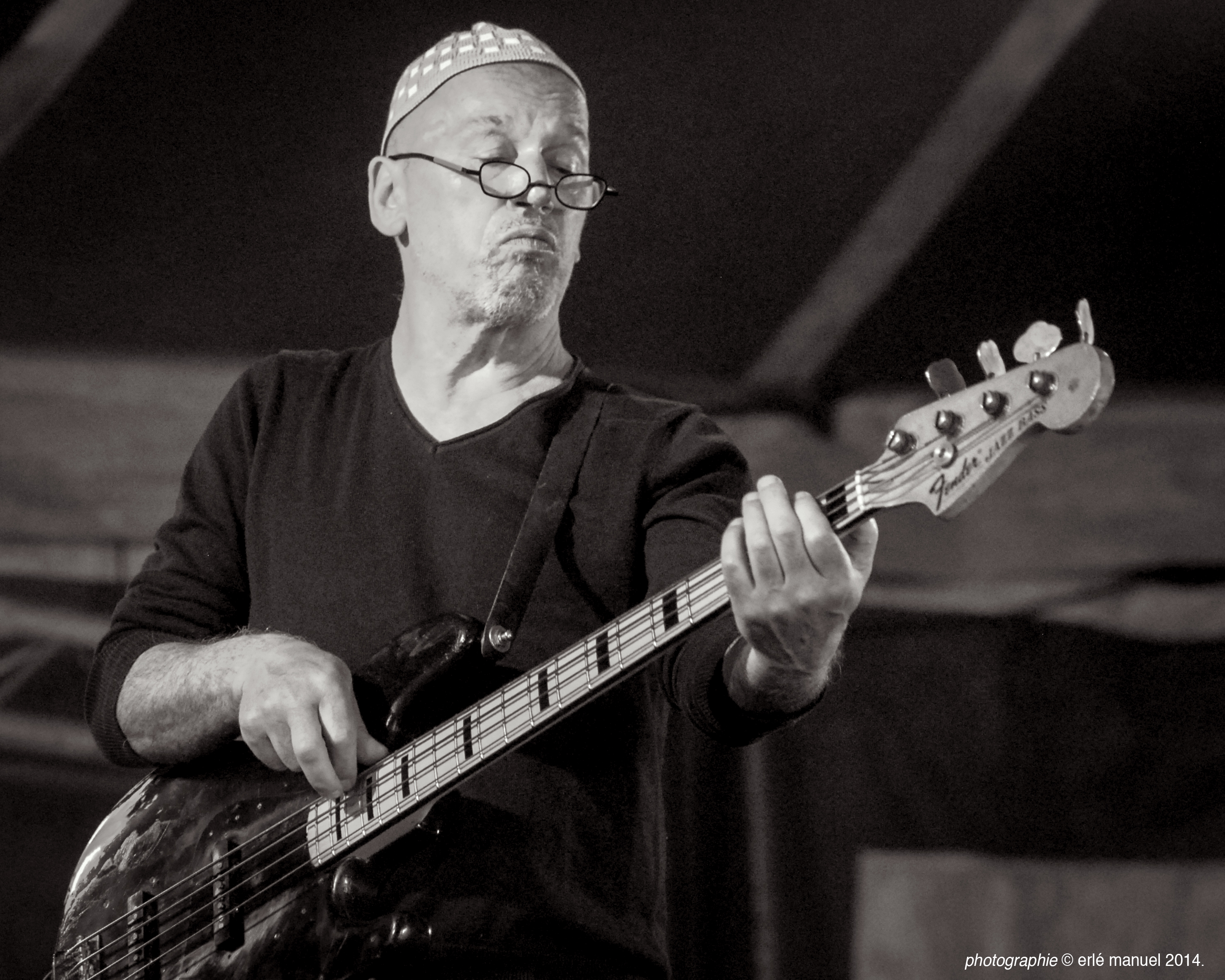
Marcel Aubé
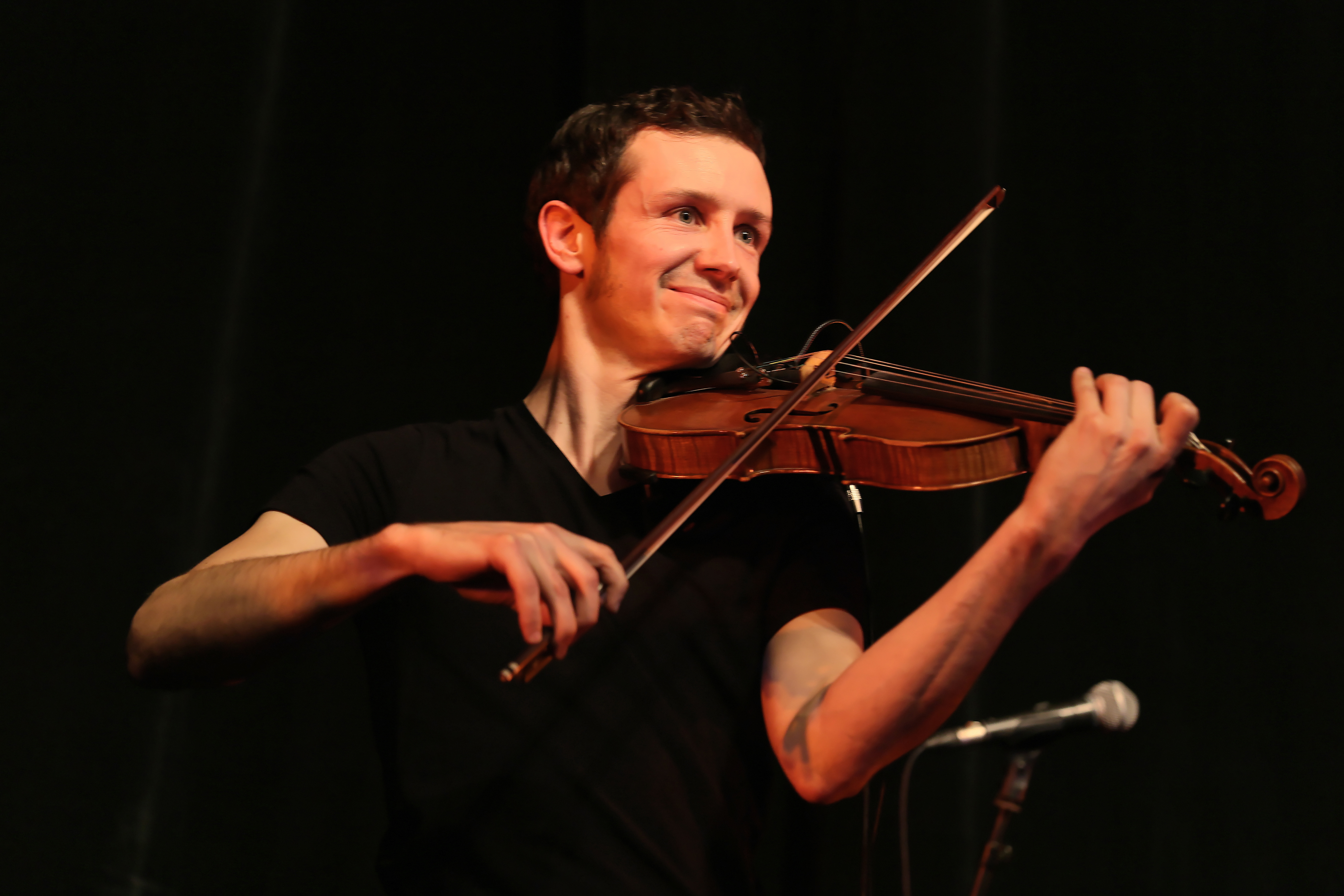
Jonathan Dour
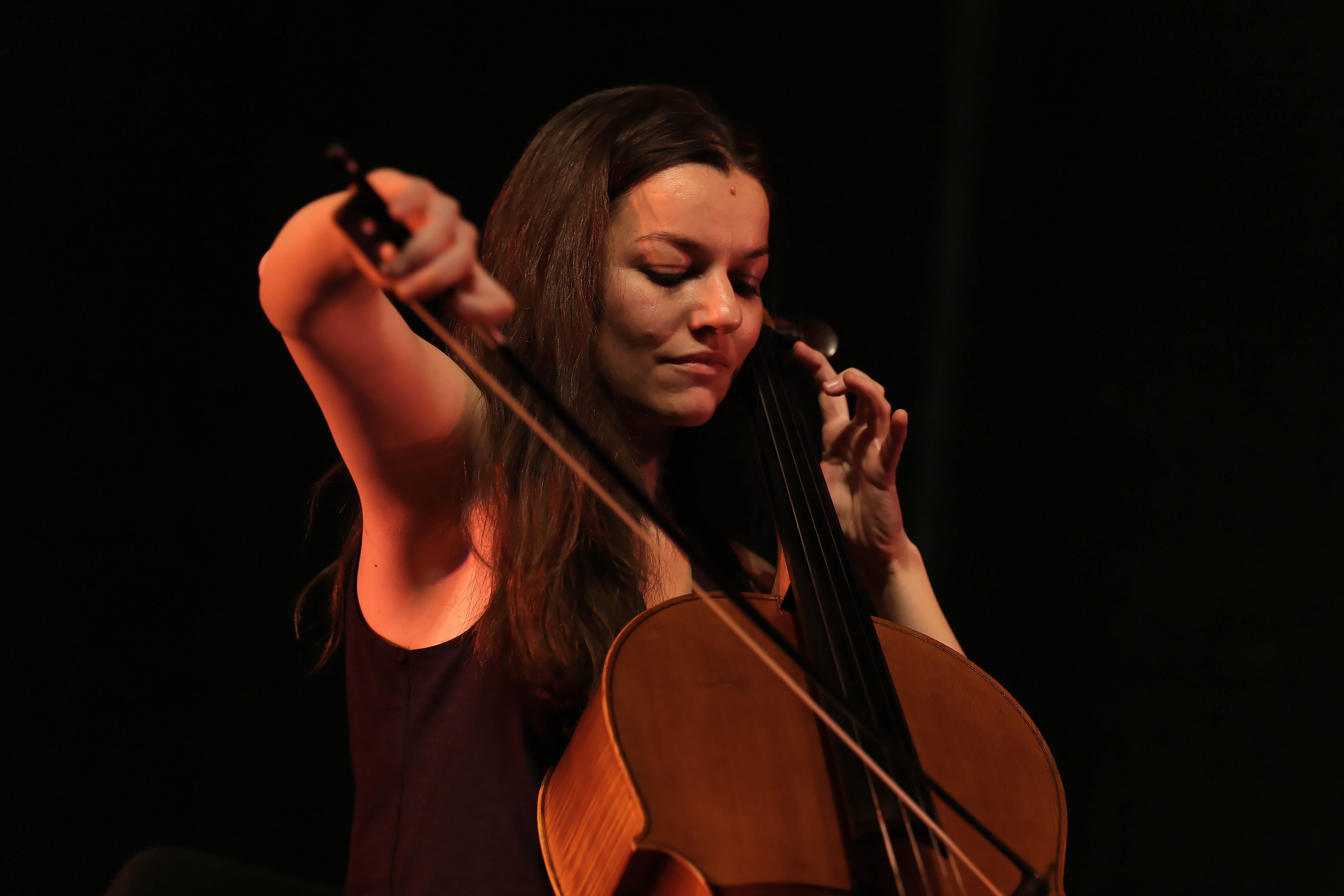
Mathilde Chevrel
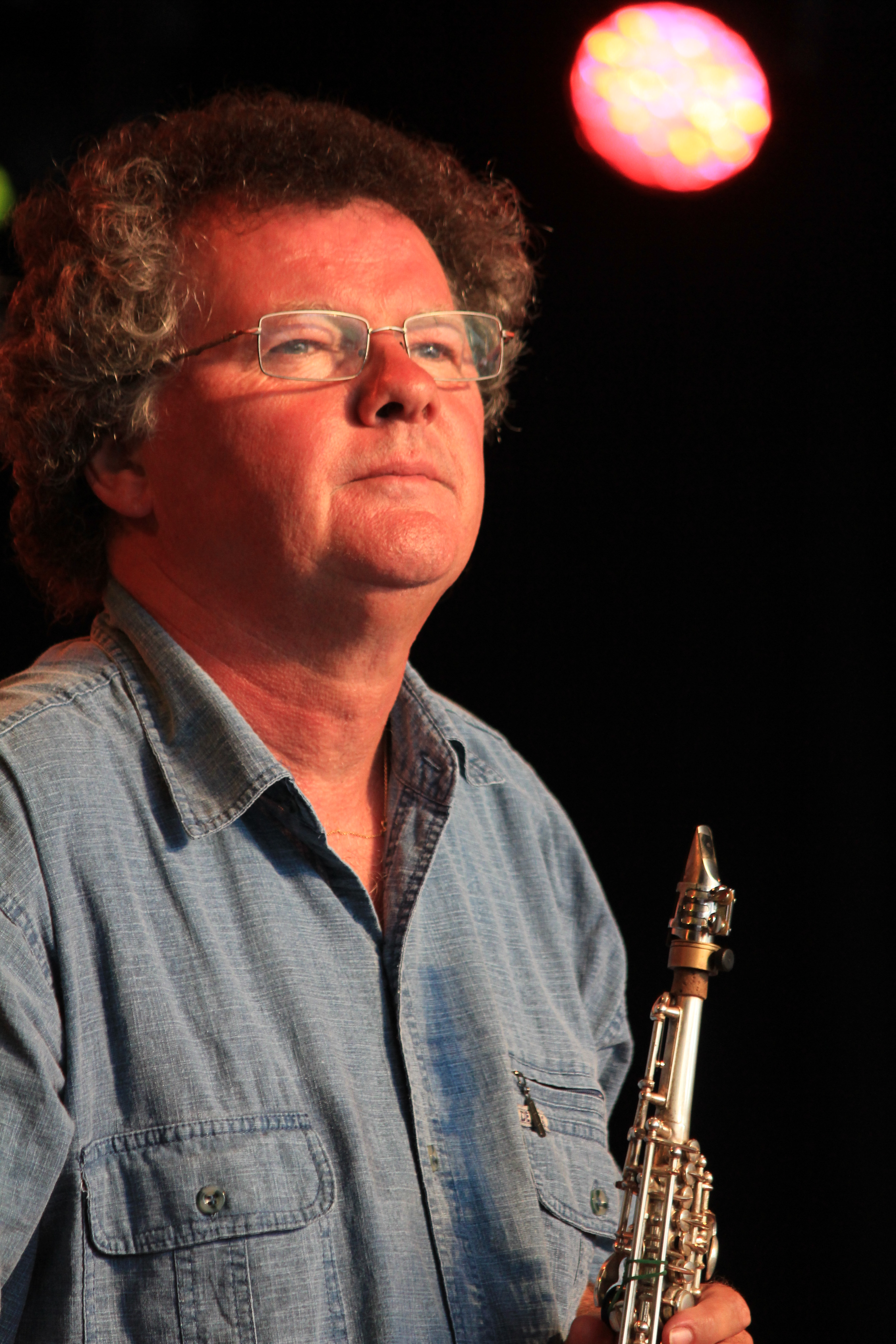
Bernard Le Dréau
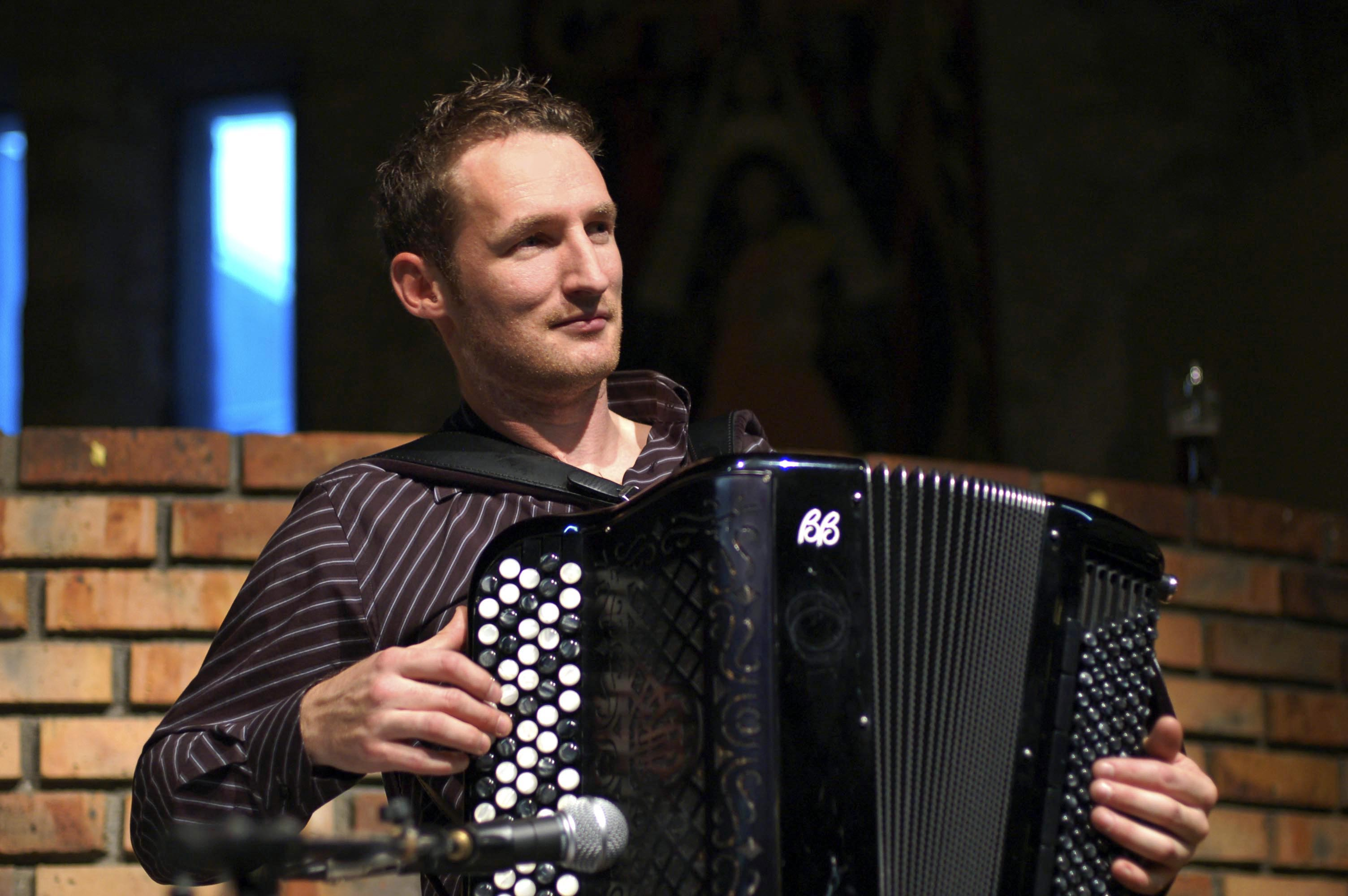
Régis Huiban

## Discographie
- 2001 : Strinkadenn' Ys (Musea)
- 2006 : Samsāra
- 2015 : La Barque ailée
- 2018 : L'Albatros
- 2023 : La barque ailée et L'Albatros : Quand s'envolent les mots...

## Vidéographie
- 2008 : 150907 live